# 텔레스토 (위성)
텔레스토(Telesto, /təˈlɛstoʊ/)는 토성의 위성이다. 1980년 스미스, 라이체마, 라슨, 파운틴이 지상 관측을 통해 발견했으며, 임시로 S/1980 S 13로 명명되었다. 다음 달에도 여러 차례 관측되었다. S/1980 S 24, S/1980 S 33,, 그리고 S/1981 S 1.
1983년에 그리스 신화의 텔레스토의 이름을 따서 공식적으로 명명되었다. 또한 Saturn XIII 또는 테티스 B로도 지정된다.
텔레스토는 테티스의 선행 라그랑주 점(L4)에 위치하여 테티스와 함께 공전한다. 이러한 관계는 1981년 자이델만 외에 의해 처음 확인되었다. 또 다른 위성인 칼립소는 테티스의 다른 (후행) 라그랑주 점에 위치하며, 테티스로부터 다른 방향으로 60도 떨어져 있다. 토성계에는 두 개의 트로이족 위성이 더 있다. 2024년에 테티스를 식켰다.

## 탐사
카시니 탐사선은 2005년 10월 11일 텔레스토 근접 비행을 수행했다. 그 결과 얻은 사진들은 텔레스토의 표면이 놀랍도록 매끄럽고 작은 충돌구가 없음을 보여준다.

## 참고
1. ↑  Calculated from Telesto's volume-equivalent sphere radius of 12.3±0.3 km given by Thomas et al. (2020)[2](p. 2)
2. ↑  Calculated by multiplying Telesto's volume with its assumed density of 500 kg/m3.
3. ↑   Transactions of the International Astronomical Union, Vol. XVIIIA, 1982 (confirms Janus, names Epimetheus, Telesto, Calypso) (mentioned in IAUC 3872)

### 인용
1. 1 2 3  “Planetary Satellite Mean Orbital Parameters”. 제트추진연구소. 2023년 6월 5일에 확인함.
2. 1 2 3 4 5  Thomas & Helfenstein 2020.
3. ↑  Hamilton.
4. ↑  IAUC 3466.
5. ↑  IAUC 3484.
6. ↑  IAUC 3605.
7. ↑  IAUC 3593.
8. ↑  Seidelmann Harrington et al. 1981.